# 羅薩斯帕塔區
羅薩斯帕塔區（西班牙語：Distrito de Rosaspata），是秘魯的一個區，位於該國東南部普諾大區的萬卡內省，始建於1876年10月24日，面積301.47平方公里，海拔高度3,872米，2005年人口6,145，人口密度每平方公里20人。